# یواس‌اس راکمبو (ای‌پی-۶۳)
یواس‌اس راکمبو (ای‌پی-۶۳) (به انگلیسی: USS Rochambeau (AP-63)) یک کشتی بود که طول آن ۴۷۰ فوت ۱۰ اینچ (۱۴۳٫۵ متر) بود. این کشتی در سال ۱۹۳۱ ساخته شد.